# INaturalist
iNaturalist는 2008년에 설립된 자연과학자, 생물학자와 시민을 위한 시민참여형 과학(Citizen science) 프로젝트 및 온라인 소셜 네트워크이며, 전 세계에 걸쳐 생물 다양성 관측을 매핑하고 공유한다. iNaturalist는 웹사이트와 모바일 앱을 통해 접속할 수 있다. iNaturalist에 기록된 관찰 자료는 과학 연구 프로젝트, 보존 기관, 기타 조직 및 사람들에게 귀중한 공용 데이터를 제공한다. 이 프로젝트는 "a standard-bearer for natural history mobile applications."라고 불려왔다.